# 미코 롱카이넨
미코 타파니 롱카이넨(핀란드어: Mikko Tapani Ronkainen, 1978년 11월 25일~)은 핀란드의 전직 프리스타일 스키 선수로 주 종목은 모굴이다. 올림픽에 3회 참가했으며 2006년 동계 올림픽에서 남자 모굴 은메달을 획득했다. 또한 세계 선수권 대회에서 금메달 2개를 획득했고 월드컵에서 종합 우승 1회(2001) 달성했다.